# Yuri Lobanov
Yuri Lobanov (29 de septiembre de 1952-1 de mayo de 2017) fue un deportista soviético que compitió en piragüismo en la modalidad de aguas tranquilas.
Participó en dos Juegos Olímpicos de Verano, obteniendo dos medallas, oro en Múnich 1972 y bronce en Moscú 1980. Ganó catorce medallas en el Campeonato Mundial de Piragüismo entre los años 1971 y 1979.

## Palmarés internacional
| Juegos Olímpicos   | Juegos Olímpicos          | Juegos Olímpicos  | Juegos Olímpicos |
| Año                | Lugar                     | Medalla           | Competición      |
| ------------------ | ------------------------- | ----------------- | ---------------- |
| 1972               | Múnich (RFA)              | Medalla de oro    | C2 1000 m        |
| 1980               | Moscú (URSS)              | Medalla de bronce | C2 1000 m        |
| Campeonato Mundial |                           |                   |                  |
| Año                | Lugar                     | Medalla           | Competición      |
| 1971               | Belgrado (Yugoslavia)     | Medalla de plata  | C2 500 m         |
| 1973               | Tampere (Finlandia)       | Medalla de plata  | C2 1000 m        |
| 1973               | Tampere (Finlandia)       | Medalla de oro    | C2 10 000 m      |
| 1974               | Ciudad de México (México) | Medalla de oro    | C2 500 m         |
| 1974               | Ciudad de México (México) | Medalla de oro    | C2 1000 m        |
| 1974               | Ciudad de México (México) | Medalla de oro    | C2 10 000 m      |
| 1975               | Belgrado (Yugoslavia)     | Medalla de oro    | C2 500 m         |
| 1975               | Belgrado (Yugoslavia)     | Medalla de oro    | C2 10 000 m      |
| 1977               | Sofía (Bulgaria)          | Medalla de bronce | C2 500 m         |
| 1977               | Sofía (Bulgaria)          | Medalla de oro    | C2 1000 m        |
| 1977               | Sofía (Bulgaria)          | Medalla de oro    | C2 10 000 m      |
| 1978               | Belgrado (Yugoslavia)     | Medalla de bronce | C2 1000 m        |
| 1979               | Duisburgo (RFA)           | Medalla de oro    | C2 1000 m        |
| 1979               | Duisburgo (RFA)           | Medalla de oro    | C2 10 000 m      |